# Widukind af Corvey
Widukind af Corvey var en tysk munk og krønikeskriver, død engang efter 973. Widukinds Sakserkrønike, Res gestae saxonicae, der er skrevet omkring 968, er en beretning om begivenheder i saksernes historie frem til hans samtid. 
Det er i dette værk den tidligste beretning om Harald Blåtands omvendelse til kristendommen findes.